# Eamon
Eamon Doyle (New York, 19 settembre 1983) è un cantautore, rapper e armonicista statunitense divenuto noto sulle scene musicali mondiali nel 2004 grazie al successo della canzone Fuck It (I Don't Want You Back).

## Biografia
Eamon è nato a New York nel 1983 da padre irlandese e mamma italiana. Suo padre era membro di un gruppo doo wop con il quale, ad appena 9 anni, si esibiva, e catturando l'attenzione del produttore Milk Dee all'età di quindici, che aveva già lavorato con cantanti come Janet Jackson e Mary J. Blige. Insieme al suo collaboratore Mark Passy ha lavorato per migliorare la voce di Eamon e gli ha permesso di firmare un contratto con la casa discografica Jive Records.

### Successo
Il singolo di debutto di Eamon, Fuck It (I Don't Want You Back), fu diffuso nelle radio americane a partire dalla fine del 2003 e catturò subito l'attenzione degli ascoltatori. L'anno successivo il singolo fu esportato anche all'estero diventando una delle hit mondiali di quell'anno. Il successo del singolo ha incentivato anche l'acquisto dell'album d'estrazione, I Don't Want You Back, che debuttò nella top 10 della classifica degli album americana. Il singolo fu inoltre reinciso in italiano con il titolo di Solo, in collaborazione con la band Articolo 31. Ci fu anche una risposta alla canzone da parte di una ragazza, Frankee, che con il singolo F.U.R.B. (Fuck You Right Back) rivendicò di essere l'ex fidanzata del cantante, fatto smentito da Eamon stesso. Questa canzone valse a Eamon anche una presenza nel Guinnes dei primati come canzone dal testo più esplicito che ha raggiunto la posizione numero 1 delle classifiche. Dopo questo primo fortunatissimo singolo ha pubblicato il successivo, I Love Them Ho's (Ho-wop), che però non suscitò un grande interesse.
Il secondo album del cantante, Love & Pain, avrebbe dovuto vedere la luce negli Stati Uniti il 1º agosto 2006, ma fu rimandato all'infinito e reso disponibile solo tramite Internet.

## Discografia

### Album
- 2004 - I Don't Want You Back
- 2006 - Love & Pain
- 2017 - Golden Rail Motel

### Singoli
- 2004 - Fuck It (I Don't Want You Back)
- 2004 - I Love Them Ho's (Ho-Wop)
- 2006 - (How Could You) Bring Him Home